# 莫觴清
莫觞清（1871年—1932年），浙江吴兴人。企业家。

## 生平
莫觞清幼时家境富裕，入私塾读书，稍长进学堂深造。1900年，进入苏州延昌永丝织厂，1902年出任上海勤昌丝厂总管车。1903年，与人合资创办久成丝厂，后又开设久成二厂、又成丝厂、恒丰丝厂、久成三厂和德成丝厂等一系列企业，并担任美商蓝乐璧洋行买办，到1913年，莫觞清经营的丝厂达10多家，有缫丝车2588部，成为上海缫丝业佼佼者。1917年，与人合资创办美亚织绸厂，两年后歇业。1920年春，美亚织绸厂重新开业，并聘请美国留学归来的女婿蔡声白担任总经理。
1926年买下上海武康路2号住宅，在此安居，后在该住宅的一次家庭聚会上遭绑架，虽经努力被营救出来，但因受惊吓，于1932年病逝于上海。